# U206 (潜水艦)
U-206は第二次世界大戦中のナチス・ドイツ海軍のVIIC型Uボートである。U-206はキールにあるゲルマニア造船所で1940年6月17日に建造番号635として起工され、1941年4月4日に進水し、5月17日にヘルベルト・オピッツ中尉の指揮の下、就役した。
1941年11月、U-206はおそらくイギリスが敷設した機雷原で沈没した。

## 艦歴
第3潜水隊群の一員として、U-206は北大西洋で3回の哨戒を行った。

### 第1哨戒
1941年8月5日、U-206はノルウェーのトロンハイムを出港して初めての哨戒を開始した。U-206はアイスランドとフェロー諸島の間の隙間を通過して南へ向かい、アイルランドの西を目指した。8月9日、U-206はアイスランドの南でオーシャン・ヴィクターを撃沈した。
8月26日、U-206は(規定に反して)イギリス空軍第612飛行隊の対潜哨戒中>にエンジンが故障したアームストロング・ホイットワース・ホイットレイMk.Vの乗組員6名を2隻のゴム製救命ボートから救助した。彼らはサン・ナゼールへ移送され、その後捕虜収容所へ移った。救助の後すぐに彼らは潜水艦とサン・ナゼールの機密情報をイギリスへ持ち込むことができた。U-206はイギリス人戦争捕虜をフランスに移送した初の潜水艦である。
9月10日、U-206は占領中のフランスにあるサン・ナゼールに到着した。

### 第2哨戒
U-206は2回目の急襲で1941年10月14日にジブラルタルの西55海里(102km、63マイル)でフルール・ド・リスを、19日に岩の付近でバロン・ケルビンを撃沈した。

### 第3哨戒と喪失
1941年11月19日からU-206は行方不明と記録されている。U-206はイギリス空軍が敷設したサン・ナゼールの西の機雷原(コードネーム・ビーチ)の犠牲になったと信じられていた。男性46名が死亡し、生存者はいなかった。1942年3月に彼らの死亡宣言が出された。

### ウルフパック
U-206は4つのウルフパックに参加した。
- グリーンランド (1941年8月10日〜23日)
- クルフュルスト (1941年8月23日～9月2日)
- ゼーヴォルフ (1941年9月2日～9月7日)
- ブレスラウ (1941年10月2日～10月23日)

## 戦果一覧
| 日付           | 船名                   | 国籍         | 総トン数 | 結果 |
| -------------- | ---------------------- | ------------ | -------- | ---- |
| 1941年8月9日   | オーシャン・ヴィクター | イギリス     | 202      | 沈没 |
| 1941年10月14日 | フルール・ド・リス     | イギリス海軍 | 925      | 沈没 |
| 1941年10月19日 | バロン・ケルビン       | イギリス     | 3,081    | 沈没 |

## 沈没位置
2018年以降、沈没した潜水艦を特定するための調査が続いており、U-206である可能性がある沈没船が20隻ほど確認され、2020年に潜水が計画されている。